# Кліфтон (Техас)
Кліфтон (англ. Clifton) — місто (англ. city) в США, в окрузі Боскі штату Техас. Населення — 3465 осіб (2020).

## Географія
Кліфтон розташований за координатами 31°46′55″ пн. ш. 97°34′55″ зх. д. / 31.78194° пн. ш. 97.58194° зх. д. (31.782037, -97.581879).  За даними Бюро перепису населення США в 2010 році місто мало площу 5,33 км², з яких 5,30 км² — суходіл та 0,03 км² — водойми.

## Демографія
Згідно з переписом 2010 року, у місті мешкали 3442 особи в 1321 домогосподарстві у складі 840 родин. Густота населення становила 646 осіб/км².  Було 1501 помешкання (282/км²).
Расовий склад населення:
| - 80,0 % — білих - 3,3 % — чорних або афроамериканців - 0,7 % — азіатів - 0,6 % — корінних американців - 12,5 % — осіб інших рас |

До двох чи більше рас належало 2,8 %. Частка іспаномовних становила 27,0 % від усіх жителів.
За віковим діапазоном населення розподілялося таким чином: 25,2 % — особи молодші 18 років, 50,3 % — особи у віці 18—64 років, 24,5 % — особи у віці 65 років та старші. Медіана віку мешканця становила 41,9 року. На 100 осіб жіночої статі у місті припадало 84,3 чоловіків;  на 100 жінок у віці від 18 років та старших — 79,6 чоловіків також старших 18 років.
Середній дохід на одне домашнє господарство  становив 65 082 долари США (медіана — 38 576), а середній дохід на одну сім'ю — 83 396 доларів (медіана — 57 240). Медіана доходів становила 32 442 долари для чоловіків та 31 761 долар для жінок. За межею бідності перебувало 16,2 % осіб, у тому числі 29,4 % дітей у віці до 18 років та 9,5 % осіб у віці 65 років та старших.
Цивільне працевлаштоване населення становило 1339 осіб. Основні галузі зайнятості: освіта, охорона здоров'я та соціальна допомога — 19,6 %, мистецтво, розваги та відпочинок — 15,2 %, виробництво — 13,2 %.